# Gassum (plaats)
Gassum is een plaats in de Deense regio Midden-Jutland, gemeente Randers, en telt 415 inwoners (2008).

## Geboren
- Thomas Gaardsøe (1979), voetballer